# Erin Cressida Wilson
Erin Cressida Wilson (San Francisco, 12 febbraio 1964) è una drammaturga, sceneggiatrice e insegnante statunitense.

## Biografia
La Wilson è una docente di drammaturgia presso il Dipartimento di Teatro e Danza dell'Università della California, Santa Barbara. In passato ha insegnato presso l'Università Brown, e prima ancora all'Università Duke. La Wilson è autrice di tre acclamate produzioni off-Broadway; Hurricane, prodotta dalla Classic Stage Company con la regia di Barry Edelstein, The Trail of her Inner Thigh prodotta da Labyrinth Theatre, con la direzione artistica di Phillip Seymour Hoffman e John Ortiz, e The Erotica Project, scritto assieme a Lillian Ann Slugock.
A livello cinematografico si è fatta conoscere nel 2002 per la sceneggiatura di Secretary di Steven Shainberg, adattamento di un breve racconto di Mary Gaitskill, per chi ha vinto il premio per la miglior sceneggiatura d'esordio agli Independent Spirit Awards 2003. Nel 2006 lavora nuovamente per Steven Shainberg, scrivendo la sceneggiatura del suo Fur - Un ritratto immaginario di Diane Arbus.
Nel 2009 scrive la sceneggiatura di Chloe - Tra seduzione e inganno di Atom Egoyan, di cui è anche produttrice associata. Sta lavorando all'adattamento cinematografico del romanzo La ragazza del treno di Paula Hawkins.
È sposata con l'attore canadese J. C. MacKenzie e ha un figlio di nome Liam. Cura una rubrica di sesso per Razor Magazine.

## Filmografia

### Sceneggiatrice
- Secretary, regia di Steven Shainberg (2002)
- Fur - Un ritratto immaginario di Diane Arbus (Fur: An Imaginary Portrait of Diane Arbus), regia di Steven Shainberg (2006)
- Chloe - Tra seduzione e inganno (Chloe), regia di Atom Egoyan (2009)
- Call Me Crazy: A Five Film, registi vari (segmento Maggie) (2013)
- Men, Women & Children, regia di Jason Reitman (2014)
- La ragazza del treno (The Girl on the Train), regia di Tate Taylor (2016)
- Biancaneve (Snow White), regia di Marc Webb (2025)

### Produttrice
- Chloe - Tra seduzione e inganno (Chloe), regia di Atom Egoyan (2009) (produttrice associata)